# Paul Goldsmith
Paul Edward Goldsmith (Parkersburg, 2 ottobre 1925 – Munster, 6 settembre 2024) è stato un pilota motociclistico e pilota automobilistico statunitense, vincitore del campionato NASCAR nel 1961 e 1962.
Partecipò a sei edizioni della 500 Miglia di Indianapolis tra il 1958 e il 1963, ottenendo come miglior risultato un terzo posto nel 1960. Tra il 1950 e il 1960 la gara rientrava nell'elenco dei Gran Premi del Campionato di Formula 1 e per questo motivo, dopo la morte di Kenneth McAlpine avvenuta l'8 aprile 2023, diventò il decano dei piloti di Formula 1.

## Carriera
La sua carriera nello sport iniziò con le corse motociclistiche nei tardi anni quaranta; corse in varie gare nazionali statunitensi con motociclette Harley-Davidson cogliendo una vittoria anche alla 200 Miglia di Daytona. Rimase nel mondo delle due ruote fino al 1955 prima di passare al mondo dell'automobilismo, in particolare a quello delle competizioni NASCAR.
Per le sue attività motociclistiche fu inserito nella Motorcycle Hall of Fame nel 1999.
Corse la 500 Miglia di Indianapolis sei volte tra il 1958 ed il 1963, ottenendo come miglior risultato il terzo posto nell'edizione 1960.
Poiché tra il 1950 e il 1960 la 500 Miglia faceva parte del Campionato mondiale di Formula 1, Goldsmith collezionò anche 3 Gran Premi ed un podio in F1.
Morì a Munster il 6 settembre 2024, all'età di 98 anni.

## Risultati completi in F1
| 1958 | Scuderia        | Vettura           |  |  |  |     |  |  |  |  |  |  |  | Punti | Pos. |
| ---- | --------------- | ----------------- |  |  |  | --- |  |  |  |  |  |  |  | ----- | ---- |
| 1958 | City of Daytona | Kurtis Kraft 500G |  |  |  | Rit |  |  |  |  |  |  |  | 0     |      |

| 1959 | Scuderia      | Vettura               |  |   |  |  |  |  |  |  |  |  |  | Punti | Pos. |
| ---- | ------------- | --------------------- |  | - |  |  |  |  |  |  |  |  |  | ----- | ---- |
| 1959 | Norman Demler | Epperly Indy Roadster |  | 5 |  |  |  |  |  |  |  |  |  | 2     | 17º  |

| 1960 | Scuderia      | Vettura               |  |  |   |  |  |  |  |  |  |  |  | Punti | Pos. |
| ---- | ------------- | --------------------- |  |  | - |  |  |  |  |  |  |  |  | ----- | ---- |
| 1960 | Norman Demler | Epperly Indy Roadster |  |  | 3 |  |  |  |  |  |  |  |  | 4     | 15º  |

| Legenda | 1º posto     | 2º posto | 3º posto    | A punti         | Senza punti/Non class.  | Grassetto – Pole position Corsivo – Giro più veloce |
| Legenda | Squalificato | Ritirato | Non partito | Non qualificato | Solo prove/Terzo pilota | Grassetto – Pole position Corsivo – Giro più veloce |